# Східний Токчин
Східний Токчи́н (рос. Восточный Токчин) — село у складі Дульдургинського району Забайкальського краю, Росія. Входить до складу Токчинського сільського поселення.

## Історія
Село було утворено 2014 року шляхом виділення зі складу села Токчин.